# برترین‌های جیپسی کینگز
برترین‌های جیپسی کینگز (انگلیسی: Greatest Hits) یک آلبوم گلچین از گروه موسیقی جیپسی کینگز است که در سال ۱۹۹۴ در اروپا منتشر شد.

## فهرست آهنگ‌ها و ترانه‌ها
| شماره | نام                                                                                | مدت  |
| ----- | ---------------------------------------------------------------------------------- | ---- |
| ۱.    | «جوبی جوبا»                                                                        | ۳:۲۷ |
| ۲.    | «با من برقص»                                                                       | ۳:۴۷ |
| ۳.    | «بامبولئو»                                                                         | ۳:۲۵ |
| ۴.    | «برایم از او بپرسید»                                                               | ۳:۱۸ |
| ۵.    | «بـِم، بـِم، ماریا»                                                                  | ۳:۰۶ |
| ۶.    | «پرواز»                                                                            | ۳:۴۱ |
| ۷.    | «مارمولک زرد» (بی‌کلام)                                                             | ۴:۰۵ |
| ۸.    | «به روش خودم»                                                                      | ۳:۵۴ |
| ۹.    | «یک عشق»                                                                           | ۳:۴۰ |
| ۱۰.   | «کهکشان» (نسخهٔ استودیویی، بی‌کلام)                                                  | ۲:۳۷ |
| ۱۱.   | «به من گوش کن»                                                                     | ۴:۳۹ |
| ۱۲.   | «می‌خواهی که برگردی»                                                                | ۳:۱۴ |
| ۱۳.   | «من هستم»                                                                          | ۳:۱۲ |
| ۱۴.   | ««عاشقش هستم»»                                                                     | ۳:۴۵ |
| ۱۵.   | «شادی» (نسخهٔ استودیویی، بی‌کلام)                                                    | ۲:۵۰ |
| ۱۶.   | «بیائید برقصیم» (نسخهٔ ال‌پی)                                                        | ۴:۵۶ |
| ۱۷.   | «بانو» (نسخهٔ استودیویی)                                                            | ۴:۳۵ |
| ۱۸.   | «ترکیبی بی‌وقفه - [بامبولئو - پرواز - جوبی جوبا - برایم از او بپرسید - با من برقص]» | ۴:۴۸ |

## جداول موسیقی و گواهی‌نامه‌ها
| جدول (۱۹۹۴ تا ۱۹۹۶)                   | بهترین رتبه |
| ------------------------------------- | ----------- |
| آلبوم‌های اتریشی (آلبوم‌های او۳)        | ۳           |
| آلبوم‌های بلژیکی (اولتراتاپ فلاندرز)   | ۳۲          |
| آلبوم‌های بلژیکی (اولتراتاپ والونیا)   | ۴۷          |
| آلبوم‌های هلندی (جدول‌های هلند)         | ۶           |
| آلبوم‌های آلمانی (۱۰۰ آلبوم برتر رسمی) | ۶           |
| آلبوم‌های نیوزیلندی (آرام‌ان‌زد)         | ۴۸          |
| آلبوم‌های پرتغالی (ای‌اف‌پی)             | ۲۷          |
| آلبوم‌های سوئدی (برترین‌های سوئد)       | ۵           |
| آلبوم‌های سوئیسی (جدول موسیقی سوئیس)   | ۳           |

| جدول (۱۹۹۴)                          | بهترین رتبه |
| ------------------------------------ | ----------- |
| آلبوم‌های اتریش (Ö3 Austria)          | ۳۹          |
| آلبوم‌های هلند (Album Top 100)        | ۷۶          |
| آلبوم‌های آلمان (Offizielle Top 100)  | ۴۶          |
| آلبوم‌های سوئیس (Schweizer Hitparade) | ۲۶          |

| منطقه                                                              | گواهی     | واحد گواهی‌شده/فروش |
| ------------------------------------------------------------------ | --------- | ------------------ |
| آرژانتین (سی‌ای‌پی‌آی‌اف)                                              | پلاتین    | ۶۰٬۰۰۰^            |
| اتریش (فونوگرافی اتریش)                                            | طلا       | ۲۵٬۰۰۰*            |
| بلژیک (بی‌ئی‌ای)                                                     | طلا       | ۲۵٬۰۰۰*            |
| کانادا (میوزیک کانادا)                                             | ۲× پلاتین | ۲۰۰٬۰۰۰^           |
| فرانسه (اس‌ان‌ئی‌پی)                                                  | پلاتین    | ۳۰۰٬۰۰۰*           |
| آلمان (بی‌وی‌ام‌آی)                                                   | طلا       | ۲۵۰٬۰۰۰^           |
| مجارستان (مجارستان)                                                | پلاتین    | ۶٬۰۰۰^             |
| ژاپن (آرآی‌ای‌جی)                                                    | طلا       | 0^                 |
| هلند (ان‌وی‌پی‌آی)                                                    | طلا       | ۵۰٬۰۰۰^            |
| نروژ (آی‌اف‌پی‌آی نروژ)                                               | طلا       | ۲۵٬۰۰۰*            |
| سوئیس (آی‌اف‌پی‌آی سوئیس)                                             | پلاتین    | ۵۰٬۰۰۰^            |
| بریتانیا (بی‌پی‌آی)                                                  | طلا       | ۱۰۰٬۰۰۰^           |
| ایالات متحده (آرآی‌ای‌ای)                                            | ۳× پلاتین | ۳٬۰۰۰٬۰۰۰^         |
| اروگوئه (سی‌یودی)                                                   | طلا       | ۳٬۰۰۰^             |
| * رقم فروش تنها بر پایهٔ گواهی‌ها. ^ رقم توزیع تنها بر پایهٔ گواهی‌ها. |           |                    |